# エルンスト・キルヒバッハ

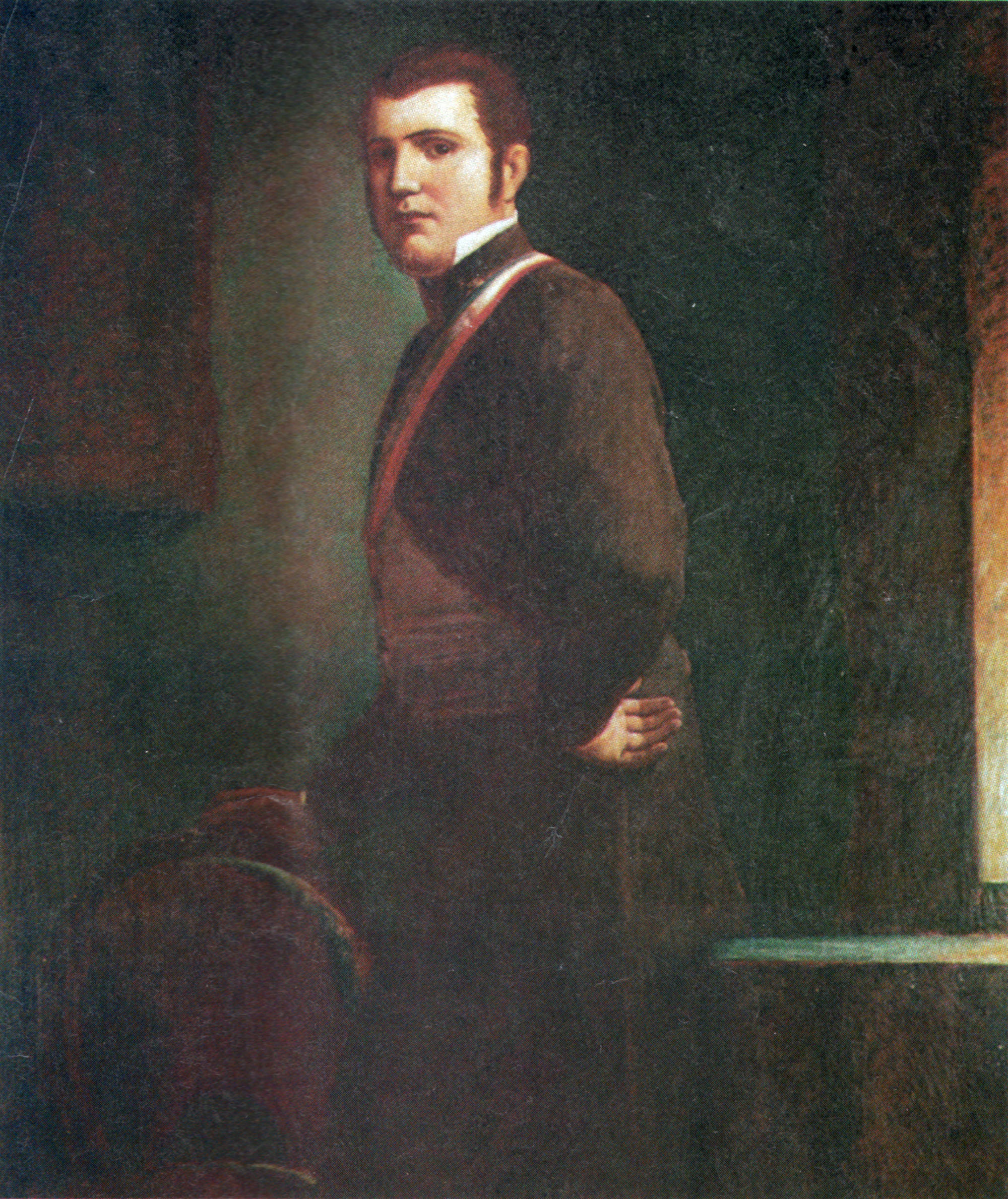
キルヒバッハ作のチリ大統領を務めたホセ・トマス・オバージェの肖像画

エルンスト・キルヒバッハ（Ernst Sigismund Kirchbach、スペイン語名: Ernesto Kirchbach、1831年4月23日 - 1876年8月16日）は、ドイツ生まれの画家である。1863年から1875年の間、チリのサンティアゴの美術学校(Academia de Pintura)校長を務めた。

## 略歴
ザクセン州のマイセンで生まれた。ドレスデンの美術学校でキリスト教美術の再興を試みた「ナザレ派」の画家の一人、ユリウス・シュノル・フォン・カロルスフェルトに学び、カロルスフェルトの助手として、美術学校のホールの装飾画を描いた
。
ヨーロッパ各地で蜂起がおこった「1848年革命」に参加し、革命が失敗すると、ロンドンに亡命した。ロンドンでスタジオを開き、活動し、ケンジントンの博物館の装飾画を描いた。ロンドンでラインラントから亡命してきた女性と結婚し、ロンドンで2人の子供が生まれた。1860年ころドレスデンに戻ることができた。
1869年にパリ駐在のチリの領事と、チリのサンティアゴの美術学校の校長、美術教師になる契約を結び、1849年の設立以来、校長を務めていたイタリア出身の画家のアレサンドロ・チッカレリ(Alessandro Ciccarelli: 1811-1879)の後任となった。1869年7月にサンティアゴに赴任した。
厳密なアカデミック美術の教育を行った前任のチッカレリと同様、保守的なキルヒバッハの絵画のスタイルは学生に不評で、後に美術学校の校長となり、1902年に美術家の事典をチリで出版したペドロ・リラ(1845-1912)は事典の中でキルヒバッハの教育法を否定的に評している。キルヒバッハの指導した学生にはコスメ・サン・マルティン(Cosme San Martín)やペドロ・レオン・カルモナ(Pedro León Carmona)らがいる。
サンティアゴでは、火災後に再建された市立劇場の天井画を制作し、チリ大統領の肖像画や古代をテーマにした一連の絵画を描いた。1875年の契約が終了し、ドイツに戻り、翌年、ドレスデンのシュトリーゼン(Striesen)で亡くなった。
ロンドンで生まれた2人の息子のうち、ヴォルフガング・キルヒバッハ(Wolfgang Kirchbach: 1857-1906)は著作家、ジャーナリストになり、フランク・キルヒバッハ(Frank Kirchbach: 1859-1912)は画家、イラストレーターになった。サンティアゴで生まれたマックス・キルヒバッハ(Max Kirchbach: 1872-1927)は音楽家になった。